# Nomada fulvicornis
Espèce
Nomada fulvicornis est une espèce d'insectes hyménoptères de la famille des Apidae. Elle est présente en Europe, de l'Espagne jusqu'en Russie européenne et en Afrique du Nord.

## Description
Longue de 10 à 14 mm, elle ressemble à une guêpe presque glabre, les taches jaunes de l'abdomen varient.

## Biologie
C'est un parasite de nids d'hyménoptères du genre Andrena (abeilles sauvages, plusieurs espèces). L'adulte bivoltin vole d'avril à mi-juin puis de juillet à septembre.